# Джефферсон Тауншип (округ Грін, Пенсільванія)
Джефферсон Тауншип (англ. Jefferson Township) — селище (англ. township) в США, в окрузі Грін штату Пенсільванія. Населення — 2351 особа (2020).

## Демографія
Згідно з переписом 2010 року, у селищі мешкали 2352 особи в 1015 домогосподарствах у складі 725 родин. Було 1122 помешкання
Расовий склад населення:
| - 96,8 % — білих - 1,7 % — чорних або афроамериканців - 0,5 % — азіатів - 0,2 % — корінних американців |

До двох чи більше рас належало 0,7 %. Частка іспаномовних становила 0,6 % від усіх жителів.
За віковим діапазоном населення розподілялося таким чином: 16,8 % — особи молодші 18 років, 64,3 % — особи у віці 18—64 років, 18,9 % — особи у віці 65 років та старші. Медіана віку мешканця становила 47,7 року. На 100 осіб жіночої статі у селищі припадало 98,3 чоловіків;  на 100 жінок у віці від 18 років та старших — 96,0 чоловіків також старших 18 років.
Середній дохід на одне домашнє господарство  становив 63 821 долар США (медіана — 51 176), а середній дохід на одну сім'ю — 68 188 доларів (медіана — 57 807). Медіана доходів становила 51 615 доларів для чоловіків та 37 979 доларів для жінок. За межею бідності перебувало 9,1 % осіб, у тому числі 9,7 % дітей у віці до 18 років та 14,9 % осіб у віці 65 років та старших.
Цивільне працевлаштоване населення становило 1027 осіб. Основні галузі зайнятості: освіта, охорона здоров'я та соціальна допомога — 22,8 %, роздрібна торгівля — 15,3 %, сільське господарство, лісництво, риболовля — 10,4 %, будівництво — 9,7 %.